# Austroaeschna tasmanica
Austroaeschna tasmanica Tillyard, 1916 è un odonato appartenente alla famiglia Aeshnidae, diffuso in Australia continentale e Tasmania.
In inglese, questo insetto è chiamato Tasmanian Darner (da darner, rammendatore, poiché sembra un ago per cucire), oppure hawkers.